# Eustazio di Tessalonica
Eustazio di Tessalonica (in greco Εὐστάθιος?, Eustáthios; Costantinopoli, 1110 circa – 1194 circa) è stato un arcivescovo ortodosso e scrittore bizantino, arcivescovo di Tessalonica.

## Biografia
Fu inizialmente monaco nel monastero di San Floro, gli fu in seguito affidata la carica di sovrintendente alle suppliche (ἐπὶ τῶν δεήσεων) e fu quindi professore di retorica (μαΐστωρ ῥητόρων) e diacono della chiesa di Costantinopoli. Dopo essere stato nominato vescovo di Myra fu promosso arcivescovo di Tessalonica
Morì attorno al 1194.

## Opere
L'orazione funebre in sua memoria fu composta da Eutimio e Michele Coniata ed è giunta fino a noi contenuta in un manoscritto che si trova alla Biblioteca Bodleiana di Oxford. Niceta Coniata (VIII.238, X.334) lo lodò definendolo l'uomo più colto della sua epoca, un giudizio che risulta difficile da contestare. Scrisse commentari alle opere dei poeti dell'antica Grecia, trattati teologici, sermoni, epistole ed un importante resoconto del saccheggio di Tessalonica operato da Guglielmo II di Sicilia nel 1185.
Tra i suoi lavori, i commentari all'epica di Omero sono i più noti e citati: dimostrano una profondissima conoscenza della letteratura greca, da quella delle origini a quella dell'ultimo periodo; altre opere mostrano invece una capacità di scrittura di notevole effetto e una grande capacità oratoria, che gli meritò la stima della famiglia imperiale dei Comneni.
Queste sono le sue opere più importanti:
- Il saccheggio di Tessalonica, un resoconto fatto da testimone oculare dell'assedio del 1185 e delle sofferenze che ne seguirono per gli abitanti della città. Nei primi capitoli di questa avvincente cronaca Eustazio descrive gli sviluppi politici a Costantinopoli a partire dalla morte di Manuele I Comneno, attraversando il breve regno di Alessio II Comneno fino all'usurpazione di Andronico I Comneno, non lesinando taglienti osservazioni sulle attività dei nobili e dei cortigiani. Il testo in greco originale fu rivisto in tempi successivi da Kyriakidis.
- I commentari all'Iliade e all'Odissea (παρεκβολαὶ εἰς τὴν Ὁμήρου Ἰλιάδα καὶ Ὀδυσσείαν). Non si tratta di commentari originali ma di una raccolta di estratti dai lavori di precedenti commentatori dei due poemi. Questa vasta raccolta fu realizzata con grande diligenza e perseveranza sulla base dei numerosi e ponderosi lavori dei grammatici e critici Alessandrini, nonché di studiosi di epoca più tarda, e rappresenta il più importante contributo agli studi omerici medievali, anche perché tutte le opere da cui Eustazio ha preso i suoi estratti sono andate perdute.

Eustazio cita un incredibile numero di autori, ma anche se è certo che non abbia potuto leggerli tutti di persona ma alcune citazioni siano fatte "di seconda mano", è del tutto verosimile che avesse una certa familiarità con le opere dei più importanti critici dell'antichità, come Aristarco di Samotracia, Zenodoto, Aristofane di Bisanzio ed altri che, probabilmente si potevano ancora consultare nelle biblioteche di Costantinopoli. Fu anche un appassionato lettore de "I deipnosofisti" di Ateneo di Naucrati. Presi per il loro valore intrinseco, i commentari di Eustazio sono un'opera meno incisiva: le sue annotazioni sono molto lunghe, frequentemente si interrompono per perdersi in digressioni di ogni tipo e contengono diversi errori di tipo etimologico e grammaticale ereditati dai suoi predecessori alessandrini. I commentari contengono pochissimo materiale originale ma si occupano di diverse materie come grammatica, mitologia, storia e geografia.
Una prima edizione in quattro volumi fu pubblicata a Roma tra il 1542 e il 1550, e ne venne fatta una ristampa poco curata a Basilea tra il 1559 e il 1560. L'edizione realizzata da A.Potitus (Firenze, 1730, 3 volumi, folio) contiene solo il commentario ai primi cinque libri dell'Iliade con una traduzione in latino. Una ristampa sufficientemente fedele dell'edizione romana fu pubblicata in due parti a Lipsia; la prima parte, contenente il commentario all'Odissea (2 volumi, in quarto), apparve nel 1825-1826, e la seconda che conteneva il commentario all'Iliade (3 volumi, in quarto) fu edita da G. Stalbaum nel 1827-1829. Più di recente, i Commentari all'Iliade sono stati editi criticamente da Marchinus van der Valk per le edizioni E. J. Brill di Leida, mentre i primi due libri dei Commentari all'Odissea sono stati editi dal filologo svedese Eric Cullhed per i tipi dell'Università di Uppsala. Diverse edizioni dei poemi omerici comprendono comunque degli estratti dai commentari di Eustazio.
- Un commentario all'opera di Dionigi il Periegeta, dedicato a Giovanni Ducas, figlio di Andronico Camatero. È realizzato con lo stesso stile di quelli ad Omero e ne ha la stessa prolissità. Contiene comunque numerosi preziosi estratti da scrittori di epoca precedente che illustrano il lavoro geografico di Dioniso. Venne stampato per la prima volta contenuto nell'edizione di Dioniso di R. Stephens (Parigi, 1547, in quarto), e più tardi in quella di H. Stephens (Parigi, 1577, in quarto, e 1697 in ottavo), nel Geograph. Minor di Hudson e nell'edizione di Bernhardy di Dioniso (Lipsia, 1828, in ottavo).
- Un commentario alle poesie di Pindaro. Sfortunatamente quest'opera sembra andata perduta o, perlomeno, non è ancora venuto alla luce alcun manoscritto che la contenga. È comunque sopravvissuta l'introduzione che fu pubblicata per la prima volta da Tafel nel suo Eustathii Thessalonicensis Opuscula (Francoforte sul Meno, 1832, in quarto), e traendola da questa edizione fu poi ristampata da sola da Schneidewin, come Eustathii prooemium commentariorum Pindaricorum (Göttingen, 1837, in ottavo).

Altre opere di Eustazio, tra cui canoni e un encomio per s. Demetrio di Tessalonica, furono pubblicate per la prima volta da Tafel nel già menzionato Opuscula del 1832, mentre altre sono apparse in tempi più recenti. Altre ancora non sono mai state pubblicate. Tra queste gli scritti teologici e i discorsi commemorativi; si tratta comunque, in molti casi, di fonti storiche di una certa importanza.